# Мізиново
Мізи́ново (рос. Мизиново) — присілок у складі Лосино-Петровського міського округу Московської області, Росія.

## Населення
Населення — 1220 осіб (2010; 1132 у 2002).
Національний склад (станом на 2002 рік):
- росіяни — 86 %